# Regiment Preußen (Grande Armée)

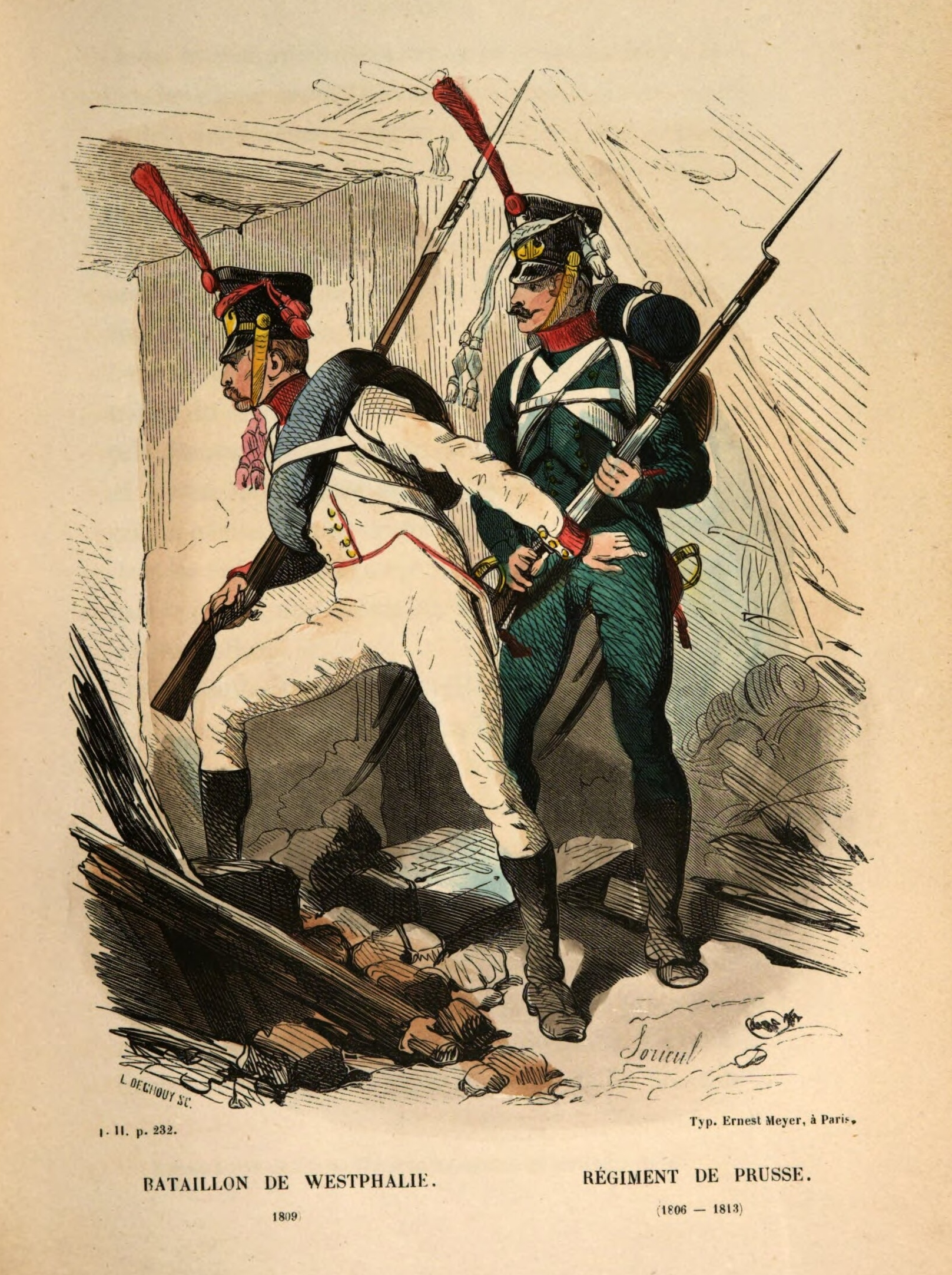
Regiment Westphalen und Regiment Preußen (aus E. Fieffe, 1854)

Das Regiment Preußen (Grande Armée) ist ebenso wie das Regiment „Isenburg“ während der Zeit des Rheinbundes (1806–1814) ein militärischer Verband im französischen Dienst (Grande Armée) gewesen (auch Régiment de Prusse, Régiment étranger de Prusse). Das Regiment gehörte nicht zum preußischen Militär (Preußen war auch nicht Mitglied im Rheinbund, ebenso wenig wie das Regiment Isenburg zum isenburgischen Militär gehörte). Der im November 1806 von  Fürst Carl von Isenburg-Birstein errichtete militärische Verband erhielt 1810 die Bezeichnung 4. kaiserlich-französisches Fremdregiment.

## „Preußisches“ Regiment in französischem Dienst

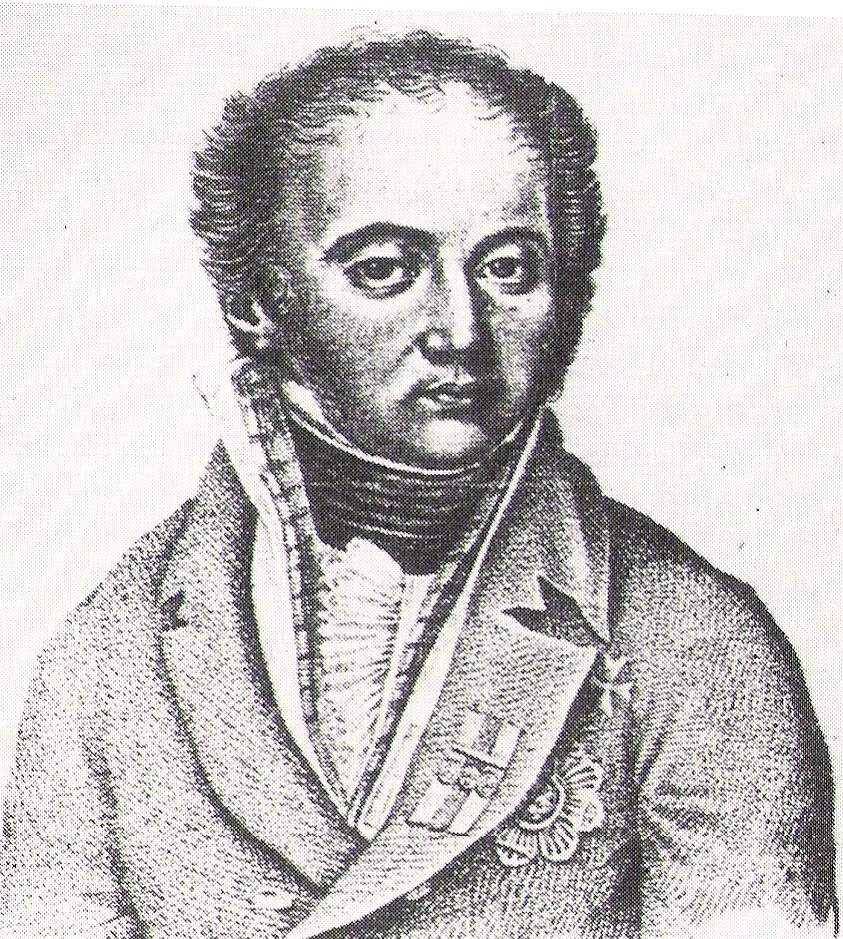
Carl Friedrich Ludwig Moritz von Isenburg-Birstein
(* 1766 † 1820)

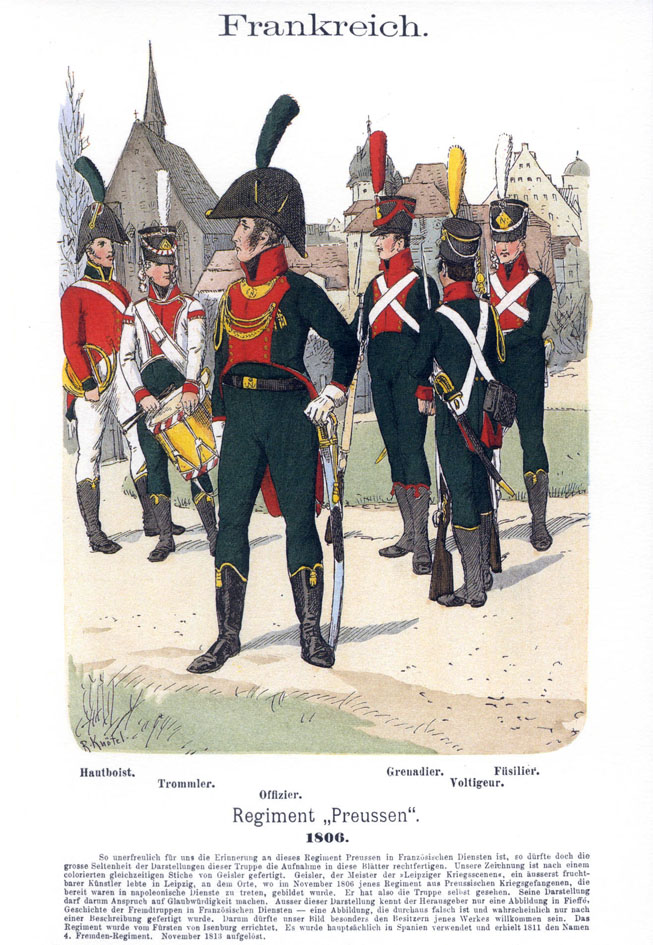
Überblick über die Uniformen des Regiments 1806

Carl zu Isenburg (Ritter der Ehrenlegion und seit Dezember 1806 Générale de Brigade) warb – während eines dreimonatigen Aufenthaltes in Leipzig (Oktober bis Dezember 1806) – für Frankreich – wie schon zuvor das Regiment Isenburg – ein weiteres régiment étranger (Fremdregiment) an: ein erstes Infanterie-Regiment Preußen im Dienste Frankreichs, regiment étranger de Prusse (Preußen in französischem Dienst), 2 000 Mann stark und vier Bataillone umfassend. (Die in den franz. Dienst übergetretenen preuß. Soldaten sind allerdings de la prusse, wären sie aber noch Prussien, Preußen angehörig, preußisch gesinnt, könnten sie da Frankreich ersprießliche Dienste leisten? Johann Gottfried Dyck, Buchhändler und Schriftsteller).
Der Aufruf des Fürsten Carl zu Isenburg in dem Berliner Telegraph vom 8. November 1806 lautete:
Nachdem Se. Majestät der Kaiser von Frankreich, König von Italien mir die Errichtung eines Infanterie-Regiments von vier Bataillons, das aus lauter in preußischen Diensten gestandenen Individuen zusammen gesetzt werden soll, gnädigst zu übertragen geruht haben; so wird hiermit allen denjenigen Herren Offizieren, die mit Kapitulation in französische Kriegsgefangenschaft gerathen sind, und welche den Wunsch hegen, aus dieser unangenehmen Lage heraus zu treten, und ihre Thätigkeit und militärischen Talente dem Dienste unsers unüberwindlichen Kaisers zu widmen, eine Anstellung in ihrem vorher in der Armee begleiteten Range, in diesem Regiment angebothen. Diese ehrenvolle Anstellung sichert denjenigen, die dieselben zu erringen wünschen, den Schutz und die väterliche Sorge des angebetheten Helden, der seine Krieger wie seine Kinder liebt im vollesten Maße zu, und dieselben werden in allem den Offizieren der französ. Armee gleich gehalten werden.
Die Unteroffiziere und Gemeinen werden ebenfalls alle die Vortheile der französischen Soldaten genießen.
Welcher Soldat ist so glücklich all dieser? Sold, Kleidung und Verpflegung im reichsten Maße übertreffen die jeder andern Armee: der französische Soldat lebt besser, als der Unteroffizier in jeder andern Armee und genießt eines Ueberflusses, der ihm die Last des Dienstes zum leichten Geschäfte macht.
Eilt dann herzu, tapfere Krieger! tretet unter die Fahnen Napoleons des Großen, und geht mit ihm dem Siege, und unsterblichen Ruhme entgegen. Der Sammelplatz dieses Regiments wird Leipzig sein; diejenigen Individuen, so mich hin zu sprechen wünschen, finden mich im Schiklerischen Hause Nro. 57, auf dem Döhnhofischen Platze. — Karl, Fürst zu Isenburg. 
Der Aufruf löste nicht den erwarteten Zulauf aus. Halb ausgerüstet, bezuschusst vom Fürsten, der von Frankreich zu wenig Geld erhielt, und durch starke Desertationen auf Drittelstärke geschmolzen, ging das Regiment über den Rhein.
Die Anwerbung ist nicht nur von (anti-napoleonisch gesinnten) Journalisten kritisiert worden. Carl Fürst zu Isenburg habe in Jena „preußische Soldaten zu einer Räuberbande verführen wollen“ und habe im verlogenen Stil der franzosenhörigen Fürsten den Schutz und die väterliche Sorge des angebeteten Helden vorgegaukelt. Auch rechtlich stellten sich Probleme, die schließlich den französischen Kriegsminister zu der Entscheidung (vom 20. Januar 1808) veranlassten, dass sich Franzosen (das waren auch ehemalige Deutsche in den Gebieten links des Rheins und ab 1810 auch große Teile Norddeutschlands) nur bei den für sie vorgesehenen Regimentern anwerben lassen dürfen, … nicht naturalisirte Fremde werden nur bey den Regimentern der Schanzgräber, von Tour d'Auvergne, Isenburg, Preußen, Westphalen und bey der Hannoveranischen Legion angenommen.
Der militärische Verband war aus Soldaten vielerlei Herkunft zusammengesetzt, selbst ausgerissene deserteurs rentrès sollen aufgenommen worden sein. Die Formation erfolgte im damals französischen Mainz (franz.: Mayence,  Hauptstadt des Département du Mont-Tonnerre).
Mitte April 1807 zog das Regiment nach Frankreich, zunächst nach Valenciennes, wo es seine Organisation beendete, dann nach Avignon und wurde dann bei der Küstenbewachung (Kontinentalsperre) vor allem in den Niederlanden verwendet. Im Juli 1809 lag der 4 770 Mann starke Verband (zusammen mit holländischen und französischen Einheiten) an der Küste in Vlissingen. Carl Fürst zu Isenburg, der Werber und Aufsteller des Regiments war zwar Brigadegeneral in der Ersten Infanterie-Division des Observations-Corps der Küsten des Ozeans, er war aber nicht Chef oder Offizier bei dem Regiment Preußen (oder Isenburg).

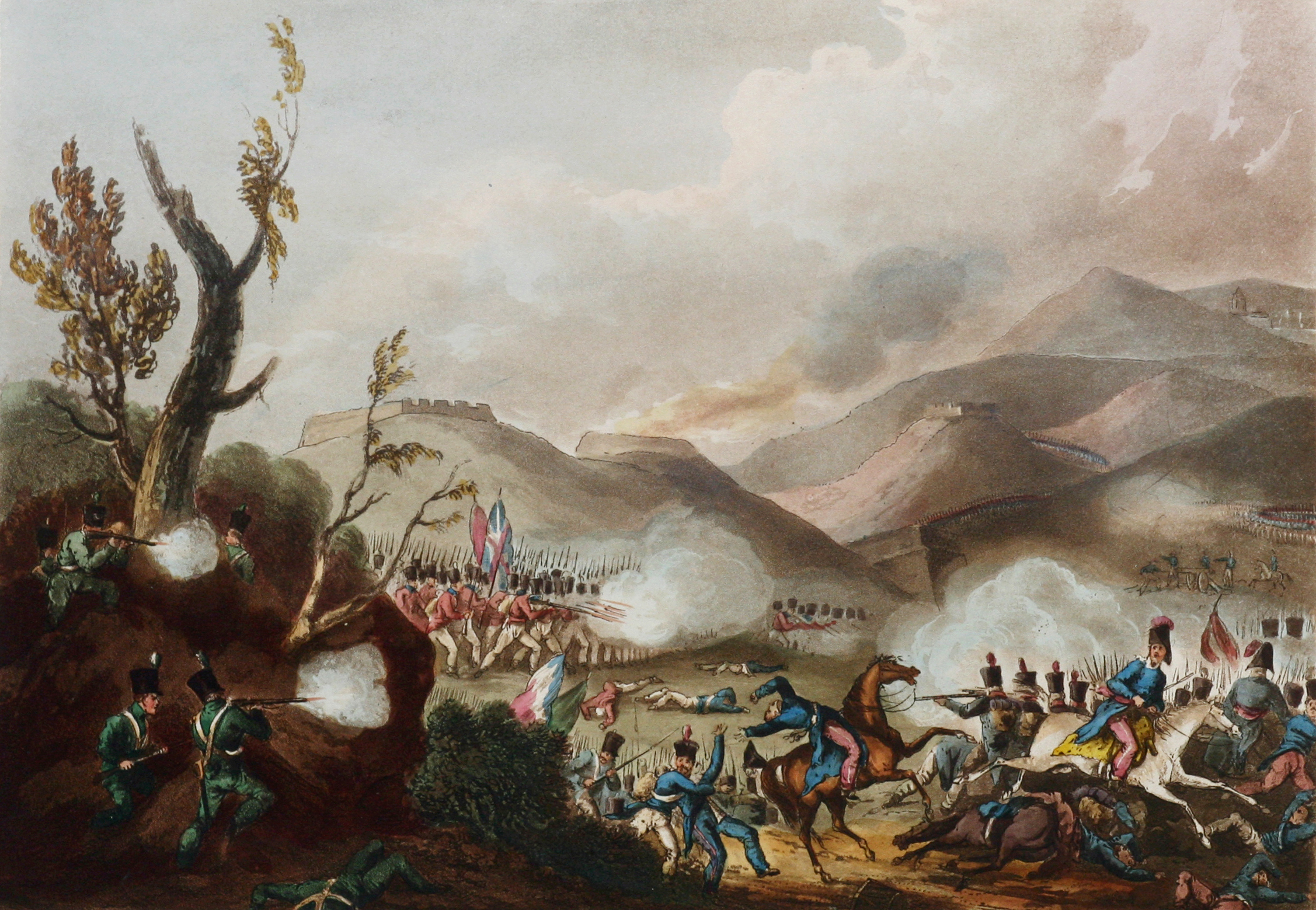
Schlacht von Buçaco 27. September 1810, Arquivo Histórico Militar, Lisboa

1808 wurde ein Teil des Verbandes im Spanischen Unabhängigkeitskrieg eingesetzt. Dorthin ging auch der Fürst, der hier zunächst kein Kommando führte, dann aber eine deutsche Brigade (aus einem nassauischen und einem badischen Regiment) befehligte (in den Schlachten von Medellin und Ciudad Rodrigo). Auch die Soldaten des Regiments Preußen waren in Spanien an diversen Gefechten beteiligt. So nahm das 2. Bataillon des Regiments zusammen mit dem Régiment Irlandais im Korps unter Junot am 10. April 1810  an der Erstürmung von Astorga teil.
Im Verzeichnis aller für Frankreich kämpfenden Regimenter von 1810 heißt es: VI. Ausländische Truppen: 1 Regiment Latour d'Auvergne (5 Bataillons) in Neapel, 1 Regiment Isenburg (5 Bataillons) in Neapel, 1 Regiment Preußen (4 Bataillons) am Po, 1 Regiment Spanier Joseph Napoleon (5 Bataillons) in Avignon; 4 Depot-Bataillone von anderen Ausländern.

## Auflösung und Entwaffnung aller Fremdregimenter
Am 25. November 1812 wurden alle Fremdregimenter auf Befehl Napoleons entwaffnet und aufgelöst, was sich bei einigen alliierten Truppen in Spanien bis zum Jahresende 1812 hinzog. Den meisten Soldaten wurde angeboten in die reguläre kaiserliche Armee einzutreten.
Am 26. November 1813 beantragte der Fürst zu Isenburg den Beitritt zur anti-napoleonischen Allianz und erklärte seine Mitgliedschaft im Rheinbund und seine französischen Dienstverhältnisse für beendet.